# Chassé (Sarthe)
Chassé era una comuna francesa situada en el departamento de Sarthe, de la región de Países del Loira, que el 1 de enero de 2015 pasó a ser una comuna delegada de la comuna nueva de Villeneuve-en-Perseigne al fusionarse con La Fresnaye-sur-Chédouet, Lignières-la-Carelle, Montigny, Roullée y Saint-Rigomer-des-Bois.

## Demografía
| Gráfica de evolución demográfica de Chassé entre 1800 y 2012 |
|                                                              |

Los datos demográficos contemplados en este gráfico de la comuna de Chassé se han cogido de 1800 a 1999 de la página francesa EHESS/Cassini, y los demás datos de la página del INSEE.